# Helmut Berthold
Helmut Berthold, nemški rokometaš, * 19. april 1911, † 2000.
Leta 1936 je na poletnih olimpijskih igrah v Berlinu v sestavi nemške rokometne reprezentance osvojil zlato olimpijsko medaljo.